# Pectinitarsus
Pectinitarsus is een geslacht van kevers uit de familie van de loopkevers (Carabidae). De wetenschappelijke naam van het geslacht is voor het eerst geldig gepubliceerd in 1881 door Fairmaire.

## Soorten
Het geslacht Pectinitarsus is monotypisch en omvat slechts de volgende soort:
- Pectinitarsus holomelas Fairmaire, 1881